# Aaron Baddeley

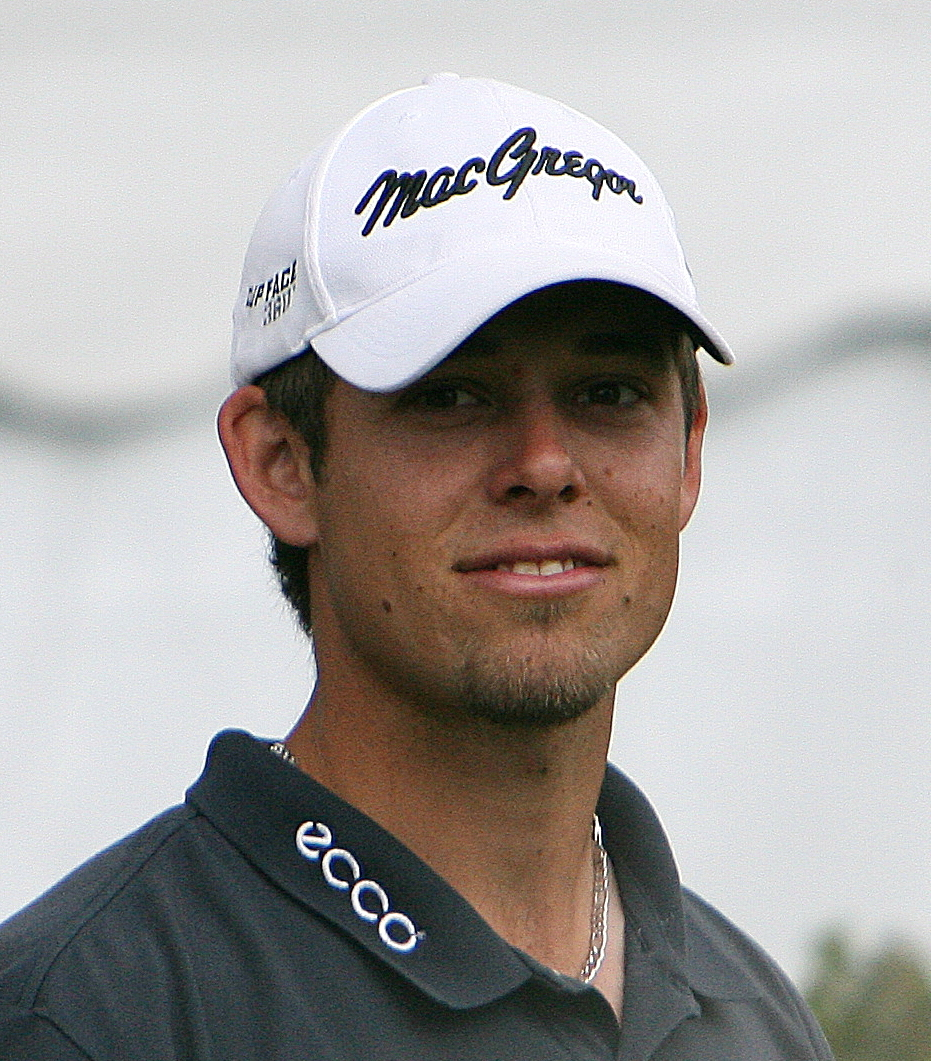
Aaron Baddeley

Aaron Baddeley, född 17 mars 1981 i Lebanon, New Hampshire, USA är en professionell golfspelare på den amerikanska PGA-touren. Baddeley har medborgarskap i både USA och Australien.
Baddeley växte upp i Australien och ansågs vara en av världens mest lovande tonåringar inom golf. Han är den yngste spelaren någonsin som har representerat Australien i Eisenhower Trophy och han vann Australian Open som amatör 1999 och gjorde om samma bedrift 2000 då han hade blivit proffs. 2001 vann han Greg Norman Holden International i Australien vilket är han hittills andra proffsseger. Baddeley har hamnat i skuggan av sin australiske landsman Adam Scott, som är knappt ett år äldre men redan har nått topp tio på golfens världsranking.
2002 spelade Baddeley på andratouren i USA, Nationwide Tour, och blev tia i penningligan och fick därmed sitt medlemskap på PGA-touren 2003. Hans bästa resultat är två andraplatser i 2003 års Sony Open och 2004 års  Chrysler Classic. Efter ett stabilt första år på touren då han slutade på 73:e plats i penningligan, gick det sämre 2004 då han hamnade på 124:e plats men ändå klarade tourkortet för 2005. Under den första halvan av 2005 har det gått bättre men han är ändå långt från att bli en utmanare till de stora titlarna och de mål han hade som tonåring.